# ルカ・フルバット
ルカ・フルバット（Luca Furbatto、1972年5月11日 - ）は、イタリア・トリノ出身のF1エンジニア。ザウバーを経て、アルファロメオのチーフデザイナーを歴任。トヨタ、マクラーレン、トロ・ロッソにもサービスを提供した経歴を持ち、当初はエンジニアリングおよび開発部門でチーフデザイナーに就任した。現在、アストンマーティンF1チームのエンジニアリングディレクターを務めている。

## 履歴
イタリアのトリノ工科大学で機械工学を学び、さらに、イギリスのリーズ大学でエンジニアリング資格を取得した。
1998年、ティレルでレースチームのシステム分析の仕事で、パフォーマンスエンジニアとしてキャリアをスタートさせた。
1999年、アシスタントエンジニアとしてブリティッシュ・アメリカン・レーシング (BAR)に移籍し、テストチームで働き、その後レースチームに移籍。
2000年にトヨタ・モータースポーツに移籍した。
2001年、マクラーレンに移籍し、資材部門の責任者として働き、部門を飛躍的に拡大させ、レースカーでの勝利に取り組み、プロジェクトマネジャーに昇進し、パディ・ロウの監督の下で 2010年と2011年のマクラーレン車の設計で重要な役割を果たした。
2011年末、トロ・ロッソに移り、チーフデザイナーとして3年間在籍。
マクラーレンに短期間戻り、GTシリーズのエントリーに取り組む。
2015年の人事異動時にマノーチームにチーフデザイナーとして雇用され、2016年のデザインを担当。
しかし、チームの資金難により、2017年シーズンを迎えられずに解散した。
2017年6月、チーフデザイナーとしてザウバーの雇用をうける 。このチームは、2019年初めにアルファロメオ・レーシングに改名された。
2021年6月17日、アルファロメオを離れ、2022年初頭にエンジニアリングディレクターとしてアストンマーティンF1チームに加わることが発表された。